# تایلورتوون (کارولینای شمالی)
تایلورتوون (به انگلیسی: Taylortown) شهری در ایالت کارولینای شمالی کشور ایالات متحده آمریکا است که جمعیت آن در سرشماری سال ۲۰۱۰ میلادی، ۷۲۲ نفر بوده‌است.